# Dietmar Lahaine
Dietmar Lahaine (* 13. Dezember 1952  in Schwerin) ist ein deutscher Schauspieler.

## Leben
Der 1952 in Schwerin geborene Dietmar Lahaine besuchte von 1959 bis 1967 die Hospitalschule und von 1967 bis 1969 die Polytechnische Oberschule (POS) Gerhart Hauptmann in seiner Geburtsstadt. Anschließend erlernte er bis 1971 den Beruf eines Maschinenbauers. Seine ersten Berührungen mit einer Bühne hatte er als Statist und Bühnenarbeiter am Mecklenburgischen Staatstheater Schwerin und als Mitglied des Arbeitertheaters der Bauschaffenden in Schwerin. Von 1975 bis 1978 absolvierte er ein Studium an der Staatlichen Schauspielschule Rostock. Den größten Teil seines Berufslebens verbrachte er am Theater in Neustrelitz, wo er in über 100 Rollen auf der Bühne stand. Zwischenzeitlich war er einige Jahre am Deutschen Theater in Berlin engagiert. Von 1993 bis 2018 war er für 25 Jahre, jeden Sommer, bei den Störtebeker-Festspielen in Ralswiek zu erleben, wovon er allein in 19 Jahren die Rolle des Goedeke Michels übernahm.
Dietmar Lahaine hat seinen Wohnsitz in Wesenberg (Mecklenburg).

## Filmografie
- 1984: Polizeiruf 110: Freunde (Fernsehreihe)
- 1989: Johanna (Fernsehserie, 1 Episode)
- 1996: Alarm für Cobra 11 – Die Autobahnpolizei (Fernsehserie, 2 Episoden)
- 1996: Das Mädchen Rosemarie (Fernsehfilm)
- 1997: Siebenstein (Fernsehserie, 1 Episode)
- 1998: A.S. – Gefahr ist sein Geschäft (Fernsehserie, 1 Episode)
- 2002: Gute Zeiten, schlechte Zeiten (Fernsehserie, 1 Episode)
- 2002: Streit um drei (Fernsehserie, 1 Episode)
- 2006: Wege zum Glück (Fernsehserie, 4 Episoden)
- 2006: Die Könige der Nutzholzgewinnung
- 2006: SOKO Wismar (Fernsehserie, 1 Episode)

## Theater
- 1982: Athol Fugard: Hallo und Adieu (Jonnie) – Regie: Ekkehard Dennewitz (Friedrich-Wolf-Theater Neustrelitz)
- 1982: Friedrich Wolf:  Beaumarchais oder Die Geburt des Figaro – Regie: Ekkehard Dennewitz (Friedrich-Wolf-Theater Neustrelitz)
- 1984: Helmut Sakowski: Daniel Druskat (Druskat) – Regie: J. A. Weindich (Friedrich-Wolf-Theater Neustrelitz)
- 1993: Friedrich Schiller: Kabale und Liebe – Regie: Peter Lüdi (Landestheater Neustrelitz)
- 1994: Molière: Der Tartüff – Regie: Peter Lüdi (Landestheater Neustrelitz)
- 1997: Botho Strauß: Ithaka – Regie: Thomas Langhoff (Deutsches Theater Berlin)
- 1999: Friedrich Dürrenmatt: Der Besuch der alten Dame – Regie: Thomas Langhoff (Deutsches Theater Berlin)
- 2008: Hans Fallada: Kleiner Mann – was nun? (Vater Mörschel) – Regie: Alexander Stillmark (Landestheater Neustrelitz)
- 2009: John Kander/Nikos Kazantzakis: Sorbas (Mavrodani) – Regie: Jürgen Pöckel (Landestheater Neustrelitz)
- 2013: Franz und Paul von Schönthan: Der Raub der Sabinerinnen (Emanuel Striese) – Regie: ? (Landestheater Neustrelitz)
- 2021: Holger Mahlich:  Nosferatu 2021 (Max Schreck) – Regie: Holger Mahlich (St. Georgen-Bühne, Wismar)
- 2021: Wilhelm Hauff: Das kalte Herz (Holländer-Michel) – Regie: Heidi Zengerle (Sonnentor-Theater, Babke)